# Christina Hengster
Christina Hengster (ur. 4 lutego 1986 w Rum) – austriacka bobsleistka, brązowa medalistka mistrzostw świata.

## Kariera
Sportową karierę rozpoczęła od lekkoatletyki, stawała na podium mistrzostw Austrii młodzieżowców w rzutach dyskiem i młotem. W zawodach Pucharu Świata zadebiutowała 29 listopada 2008 roku w Winterbergu, zajmując dwudzieste miejsce. W 2014 roku wystartowała na igrzyskach olimpijskich w Soczi, kończąc rywalizację na piętnastej pozycji. Największy sukces w karierze osiągnęła w 2016 roku, kiedy wspólnie z kolegami i koleżankami z reprezentacji zdobyła brązowy medal w zawodach drużynowych na mistrzostwach świata w Igls. Na tej samej imprezie, w parze z Sanne Dekker, zajęła także szóste miejsce w dwójkach.